# Tensung FC
Der Tensung Fooball Club ist ein Fußballverein aus Bhutan mit Sitz in der Stadt Thimphu. Gegründet im Jahr 2016, ist der Verein derzeit in der Bank of Bhutan Premier League aktiv, der höchsten Spielklasse des Landes. Sie sind die Fußballabteilung der Royal Bhutan Army und repräsentieren diese in der Liga.
Der Verein erlangte erstmals größere Aufmerksamkeit, als sie im Jahr 2019 die zweite Liga gewannen und somit erstmals in die Bhutan Premier League aufstiegen. In der Saison 2023 erreichte Tensung FC den sechsten Platz, was ihre bisher beste Platzierung darstellt.

## Stadion
Das Heimstadion des Vereins ist das Changlimithang Stadium in Thimphu, das eine Kapazität von rund 15.000 Zuschauern bietet.